# PLANT
株式会社PLANT（プラント、英: PLANT Co., Ltd.）は、福井県坂井市に本社を置き、同名の大型スーパーセンター（ホームセンターとスーパーマーケットを複合した業態）を運営する企業。
福井県をはじめとする北陸地方（新潟県も含む）をはじめとする日本海側を中心に、東日本の福島県から中国地方にかけて展開している。

## 沿革
- 1947年 - 三ッ田金物店として創業。
- 1974年3月 - 家庭用品の専門店（雑貨店）「リビングストアーみった森田店」を開店。
- 1982年1月 - 株式会社みったとして法人化。
- 2000年6月 - 株式を店頭公開（現在のジャスダック）
- 2003年3月 - 株式会社PLANT（プラント）に社名に変更。
- 2012年8月 - 東証二部上場。
- 2013年8月 - 東証一部指定替え。
- 2022年4月 - 東証スタンダード指定替え。

## 店舗
北陸地方（福井県・石川県・富山県・新潟県）、東海地方（岐阜県・三重県）、近畿地方（滋賀県・京都府・兵庫県）、中国地方（岡山県・鳥取県・島根県）、そして福島県に店舗を展開している。
- PLANT   - 8店舗
- PLANT-2 - 2店舗
- PLANT-3 - 5店舗
- PLANT-4 - 1店舗
- PLANT-5 - 6店舗
- PLANT-6 - 1店舗

「PLANT」では、店舗によって1～6の数字が付いているが、これは売り場面積の大きさを表すもので、数字×1,000坪が目安となる。ただし、PLANT-5刈羽店は減築しており、実態はPLANT-3相当の店舗面積となっている（理由は後述）。
法律の改正に伴い、2013年11月21日オープンの志摩店から同型のモデル店舗は数字を付けずに展開を進めていくことになり、2,000～3,000坪程度の店舗を中心に出店している。

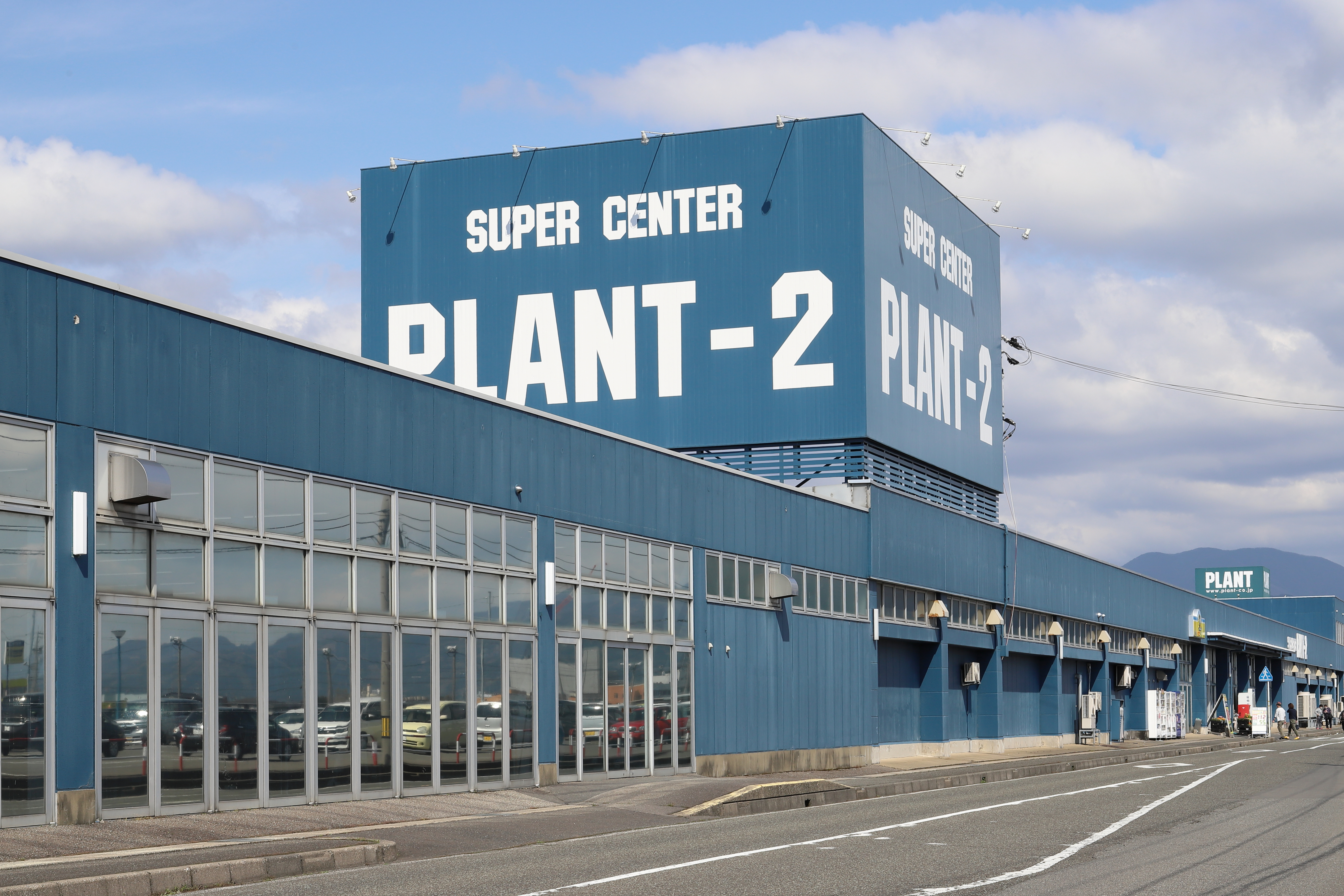
PLANT-2坂井本店（福井県坂井市坂井町）
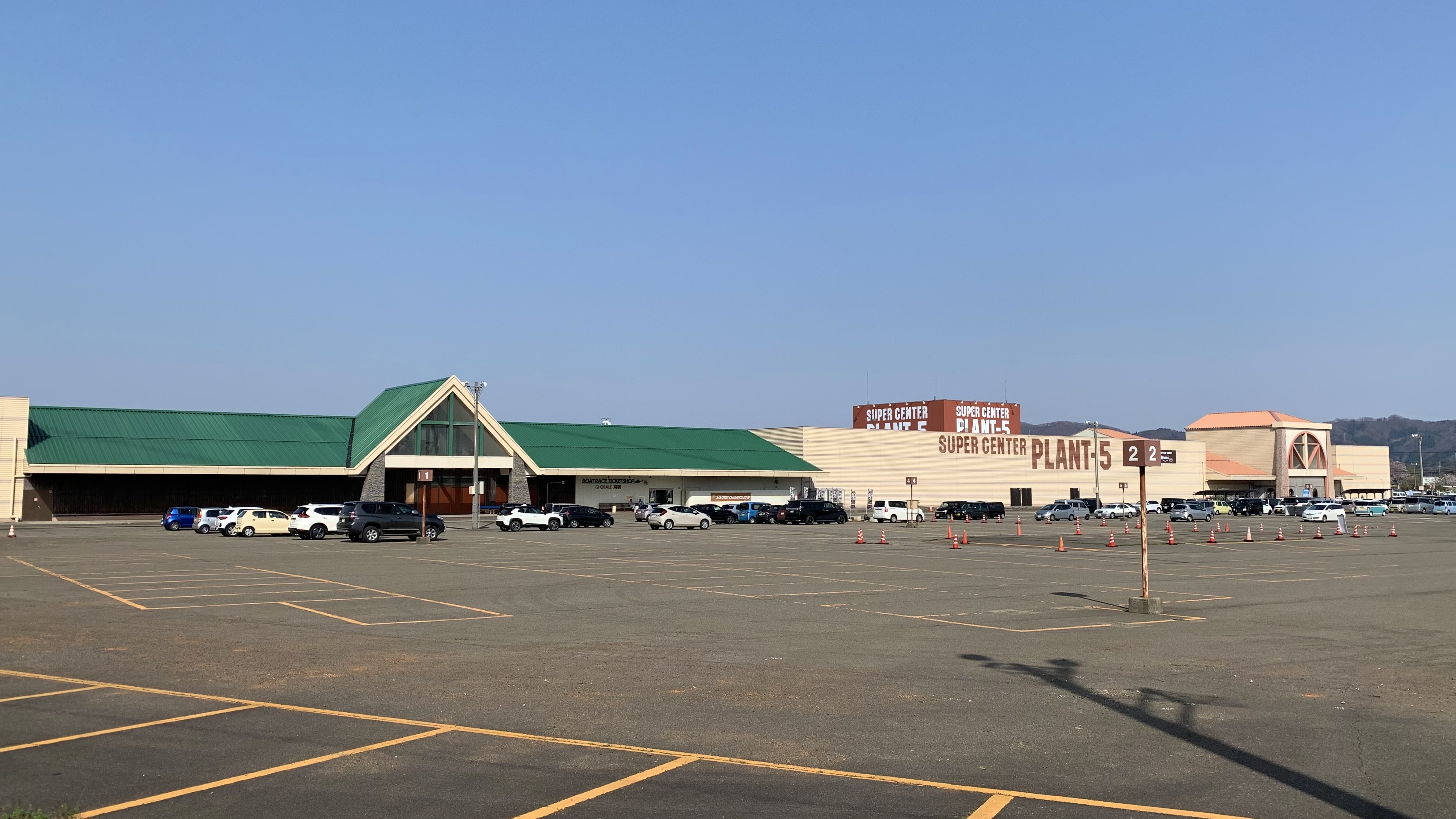
PLANT-5新潟県刈羽店（新潟県刈羽郡刈羽村）
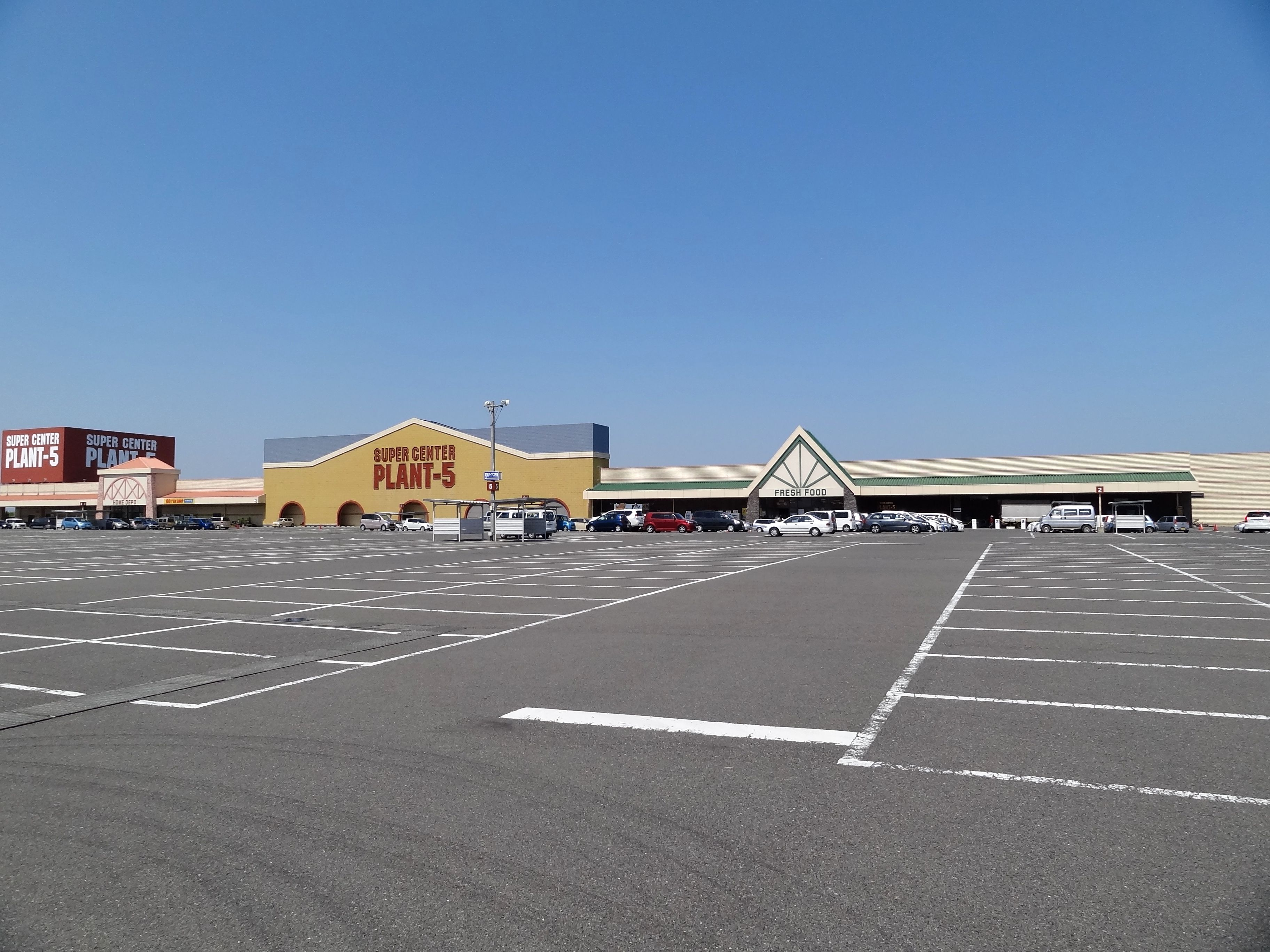
PLANT-5横越店（新潟県新潟市江南区）
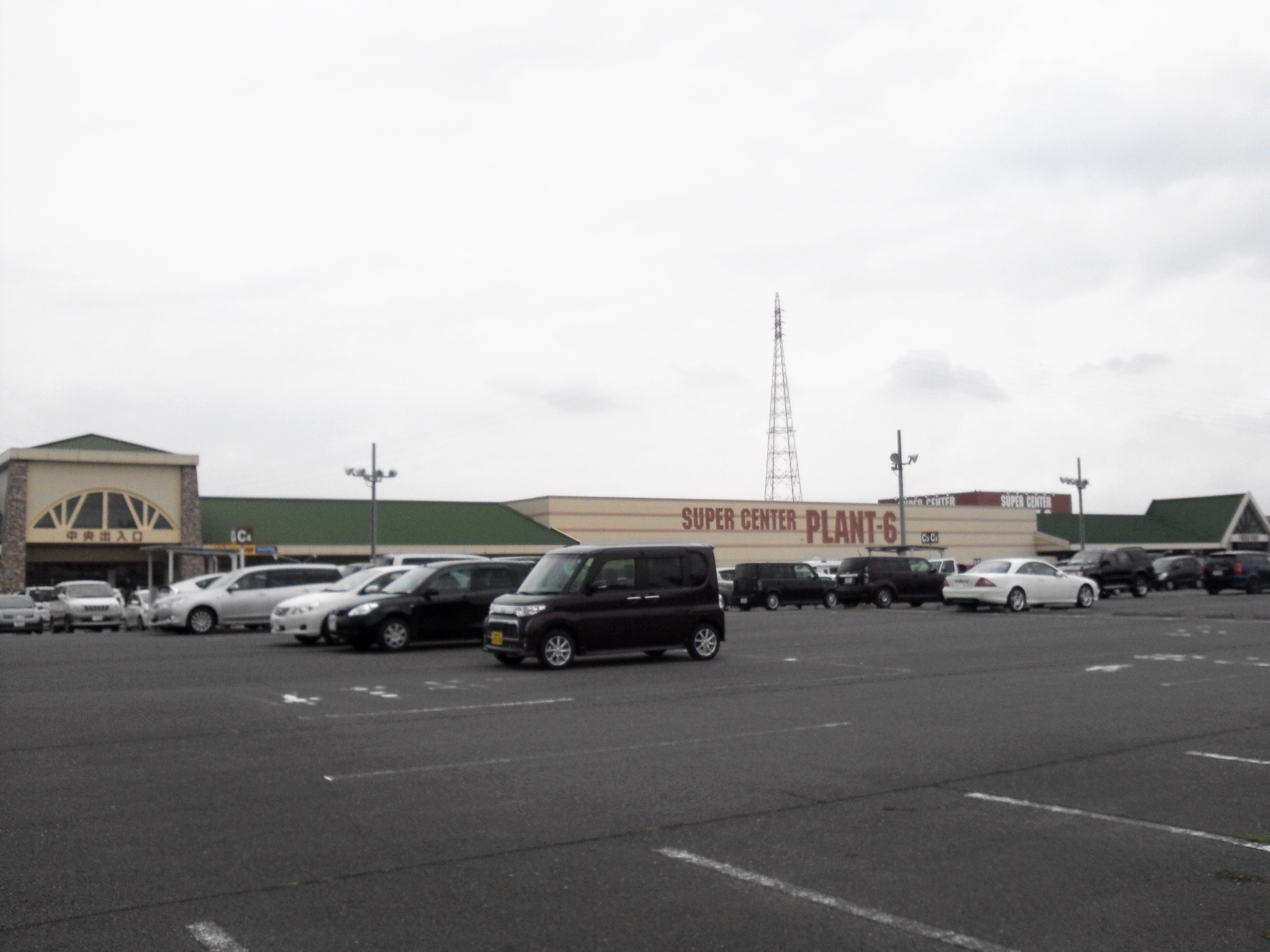
PLANT-6瑞穂店（岐阜県瑞穂市）

### 特徴的な店舗
- 清水店（福井県福井市）は、福井市の交通政策によりバス運行の拠点となり、バス路線が再編され、付近を運行していた路線をPLANT-3発着とし、末端部をデマンドタクシー「ほやほや号」に置き換え、施設内駐車場をパークアンドライド駐車場として利用できるようにし、バスロケーションシステムを備えた待合施設を設けた[2]。

- 刈羽店（新潟県刈羽郡刈羽村）は、2004年10月に開店する予定だったが、同年10月23日の新潟県中越地震の影響で11月19日にずれ込み、更に2007年7月16日の新潟中越沖地震で建物に多大な被害を被ったため同年9月20日に閉店。その後、地元の要望により東側部分（旧ホームセンター部分）のみ改修の上で2012年4月26日に再開店した。西側部分（旧食品スーパー部分）はしばらく放置されていたが、こちらも改修されて2016年8月23日にボートレースの場外発売場「オラレ刈羽」として新たに開業した。このため、現在の営業面積はPLANT-3相当の3,000坪前後に減築・縮小されたものの、店名は当初のまま「PLANT-5」を名乗っている。

### かつて存在した店舗

#### 北陸地方
- ジョイフルストアーみった鯖江店→ホームセンターPLANT-1 鯖江店（福井県鯖江市糺町13−8、1991年11月10日開店[注釈 1] - 2018年6月20日閉店）

元々は「みった」だったが、商号の統一により移転の上で転換した。その為、「PLANT」名義で唯一のホームセンターで、規模も最小だった。

#### 北陸地方以外
- PLANT-4 大熊店（福島県双葉郡大熊町夫沢中央台1300、2008年3月開店 - 2011年3月11日営業休止[4]）

東日本大震災に伴う原発事故により、町内全域が帰還困難区域に指定されたことで、閉店を余儀なくされた。
その後、跡地に環境省福島地方環境事務所の中間貯蔵施設が建設されることとなり、建物は取り壊された。
- 善通寺店（香川県善通寺市金蔵寺町川添1903番地、2014年3月開店 - 2024年6月16日閉店）

四国1号店として天満屋ハピータウン跡に居抜き出店したが、店舗の老朽化により閉店。
結局、同店がPLANT最初で最後の出店となり、この閉店により四国から撤退した。

#### 「みった」業態のまま閉店した店舗
森田店以外は「ジョイフルストアーみった」と名乗っていた。
- リビングストアーみった森田店（福井県福井市八重巻東町6-5、1974年3月開店 - 1985年3月閉店）

本店だった。旧森田ショッピングセンター（現在のバロー森田店）内に所在していた。
- 春江店（福井県坂井市春江町江留下字和江31-32、1981年10月開店 - 2020年1月20日閉店[6]）
- 丸岡店（福井県坂井市丸岡町東陽2丁目17、1983年6月開店 - 2020年3月20日閉店[7]）
- みゆき店（福井県福井市御幸3丁目8-20、1984年8月開店 - 2021年1月20日閉店）
- 開発店（福井県福井市開発1-201-1、1985年4月開店 - 2019年8月20日閉店[8]）

#### その他店舗
- 三ッ田金物店（1947年開店）

創業店舗。

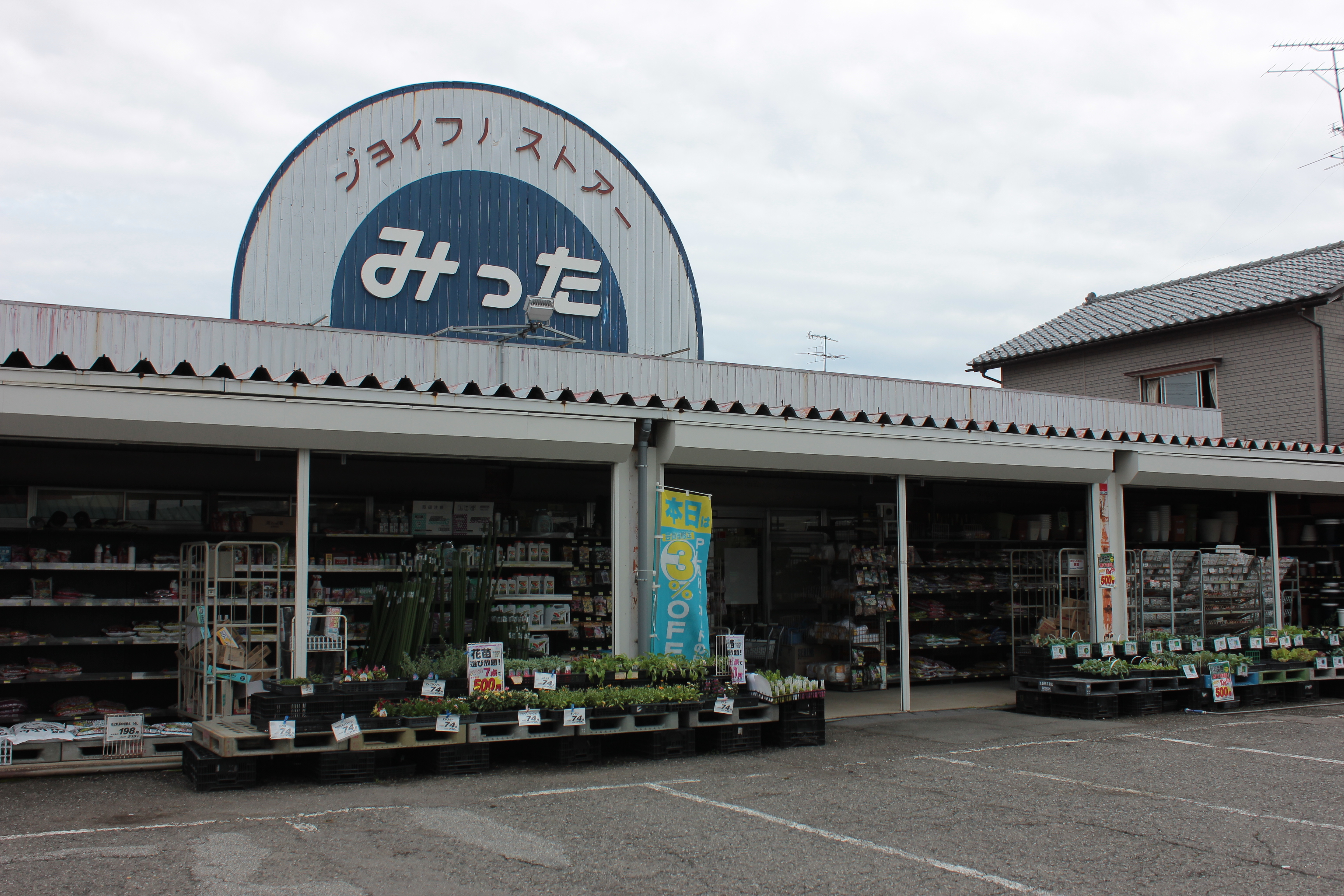
PLANTの発祥店であるジョイフルストアーみった春江店
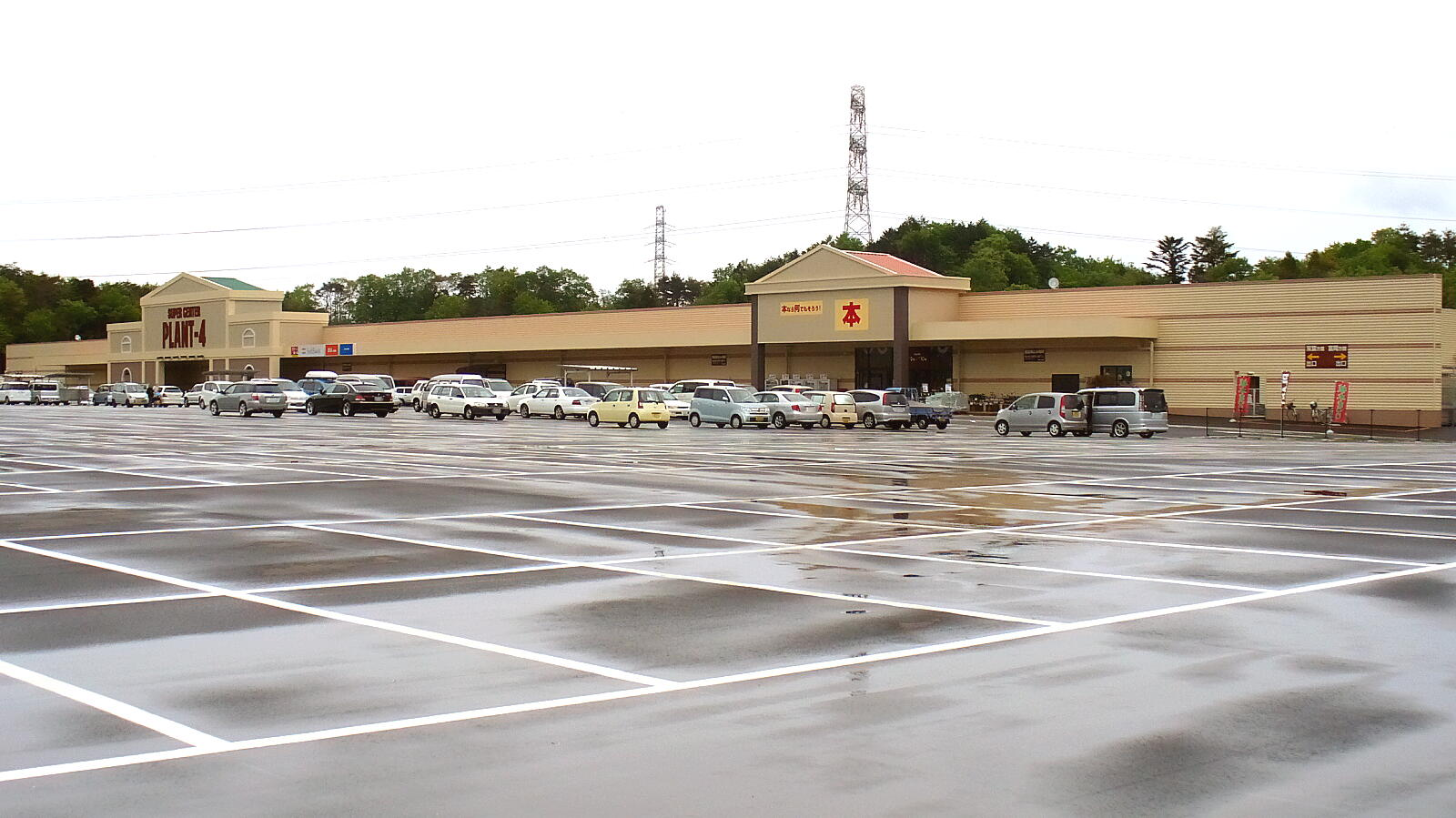
PLANT-4大熊店（福島県双葉郡大熊町）

### 出店を断念した店舗
出店の目処が立っていない店舗も、ここに記載する。
- 射水市の店舗（仮、富山県射水市）

2003年11月に、自治会幹部に道の駅カモンパーク新湊の東隣への進出を打診していた。計画では店舗面積16,500m2規模を念頭に66,000 - 99,000m2の敷地確保を目指すとしていた。後に進出の意向を伝えたイオングループと争い、自治会が行った地権者と自治委員それぞれ対象に行った出店の是非を問うアンケートでもイオン、PLANTいずれも9割以上が賛成だったものの、2025年時点で出店の動きは見られない。
- 黒部市の店舗（仮、富山県黒部市）

2017年10月24日に旧アピタ黒部店の建物に出店することを検討していることを明らかになったが、のちに出店を断念。後に建物も解体された。現在はアルビス、ナフコなどが立地している。
なお、現在の黒部店は上記の店舗とは別の店舗で、当初は2019年秋頃の開店予定であったが、人員不足などを理由に開店を1年延期し、2020年10月8日にオープンした。